# Habenaria epipactidea
Habenaria epipactidea är en orkidéart som beskrevs av Heinrich Gustav Reichenbach. Habenaria epipactidea ingår i släktet Habenaria och familjen orkidéer. Inga underarter finns listade i Catalogue of Life.